# Jan II van Culemborg
Jan (Johan) II van Culemborg (onbekend - 1377) was heer van Culemborg van 1347 tot 1377. Hij was de zoon van Hubert II en Jutta van de Lecke. Jan volgde zijn vader Hubert op in 1347 nadat deze was gesneuveld in de slag bij Waleffe. Bij de begrafenis van Hubert op 1 augustus 1347 nam Reinoud III, de hertog van Gelre, Jan onder zijn bescherming. Tevens gaf hij Jan het recht van klokkenslag in Gelre, waardoor Jan het recht kreeg om troepen te verzamelen zodat hij zijn bezit kon verdedigen.
Jan werd beleend met het schenkambt van de bisschop van Utrecht, maar naar verluidt smeet hij tijdens de belening de ontvangen kroes door de zaal met de mededeling dat hij het ambt niet wilde.

## Heerlijkheid van de Lek
Rondom de erfenis van de heerlijkheid van de Lek ontstond een probleem toen Hendrik van de Lek kinderloos overleed en de Hollandse graaf de heerlijkheid verkocht aan Jan II van Polanen. Als zoon van Jutta van de Lecke – de zus van Hendrik -  maakte Jan van Culemborg aanspraak op de heerlijkheid. In 1351 werd hij alsnog met de heerlijkheid en het bijbehorende kasteel Schonenburg beleend. Overigens vielen onder deze belening ook de Rijntol bij Emmerich en de heerlijkheden Werth en Wertherbruch. Als heer van Culemborg en van de Lek paste Johan zijn wapen aan: naast de drie zuilen van Culemborg kwamen er ook de zwarte leeuwen van Van de Lek op te staan.

## Twisten in Gelre
In de twisten tussen de Van Heeckerens en de Van Bronckhorsten koos Jan voor de eerste groep, omdat die hertog Reinoud steunden. In 1359 kwam er een bestand tussen beide partijen. Inmiddels had de Hollandse graaf Albrecht van Beieren zich verbonden met de Heeckerense partij. In Holland woedde de strijd tussen de Hoeken en de Kabeljauwen en Albrecht onderdrukte die laatste groep. Voor Jan was dat dat niet acceptabel en hij verliet de Heeckerense partij. Dit kwam hem duur te staan: de tol bij Emmerich en de heerlijkheid Werth werden bezet door zijn tegenstanders Johan van Kleef en Sweder van Voorst. Hij had echter de Gelderse hertog Eduard aan zijn kant: die bepaalde in 1361 in een oorkonde dat hijzelf pas vrede zou sluiten met Johan van Kleef, Sweder van Voorst en de Heeckerense partij als Jan schadeloos werd gesteld. Het duurde overigens nog tot 1369 voordat Jan door de bisschop van Münster weer met Werth werd beleend.
In 1361 was ook Jans kasteel bij Maurik beschadigd geraakt door de twisten met de Bronckhorsten. Hij liet het kasteel herstellen en nam hiervoor Jan van den Doem aan als bouwadviseur.
In 1371 vocht Jan mee in de Slag bij Baesweiler aan de zijde van de Gelderse hertog Eduard.

## Overlijden
In 1377 overleed Jan. Hij werd begraven in de kapel van Onze-Lieve-Vrouwe-Broederschap van de Culemborgse Barbarakerk. Hij was ongehuwd gebleven en had slechts enkele bastaardkinderen, waardoor zijn broer Gerard hem opvolgde als heer van Culemborg.
In Culemborg was Johan verantwoordelijk voor de aanleg van de Havendijk, een stadsuitbreiding aan de noordzijde. Hij is ook dikwijls in verband gebracht met de bouw van het kasteel van Culemborg rond 1350, maar dat is niet correct, aangezien dit kasteel reeds in de 13e eeuw is gebouwd.